# Королівська золота медаль
Королівська золота медаль з архітектури (англ. Royal Gold Medal) — нагорода, яку щорічно присуджує Королівський інститут британських архітекторів від імені Британського монарха, на знак визнання вагомого внеску особи чи групи осіб в міжнародну архітектуру. Нагорода надається за видатний обсяг робіт в галузі, а за окремий проєкт, а тому її не присуджують лише за те, що є в моді в цей час.
Першу медаль отримав Чарльз Роберт Кокерелл в 1848 році. Серед лауреатів, найвпливовіші архітектори XIX-ХХ століть, як Ежен Віолле-ле-Дюк (1864), Френк Ллойд Райт (1941), Ле Корбюзьє (1953), Вальтер Ґропіус (1956), Людвіг Міс ван дер Рое (1959) та Річард Бакмінстер Фуллер (1968). Вже з другим лауреатом в 1849 році, італійцем Луїджі Каніною, нагорода стала міжнародною.